# ماستونک ژاپنی
ماستونک ژاپنی (نام علمی: Torilis japonica) نام یک گونه از سرده ماستونک است.

## نگارخانه

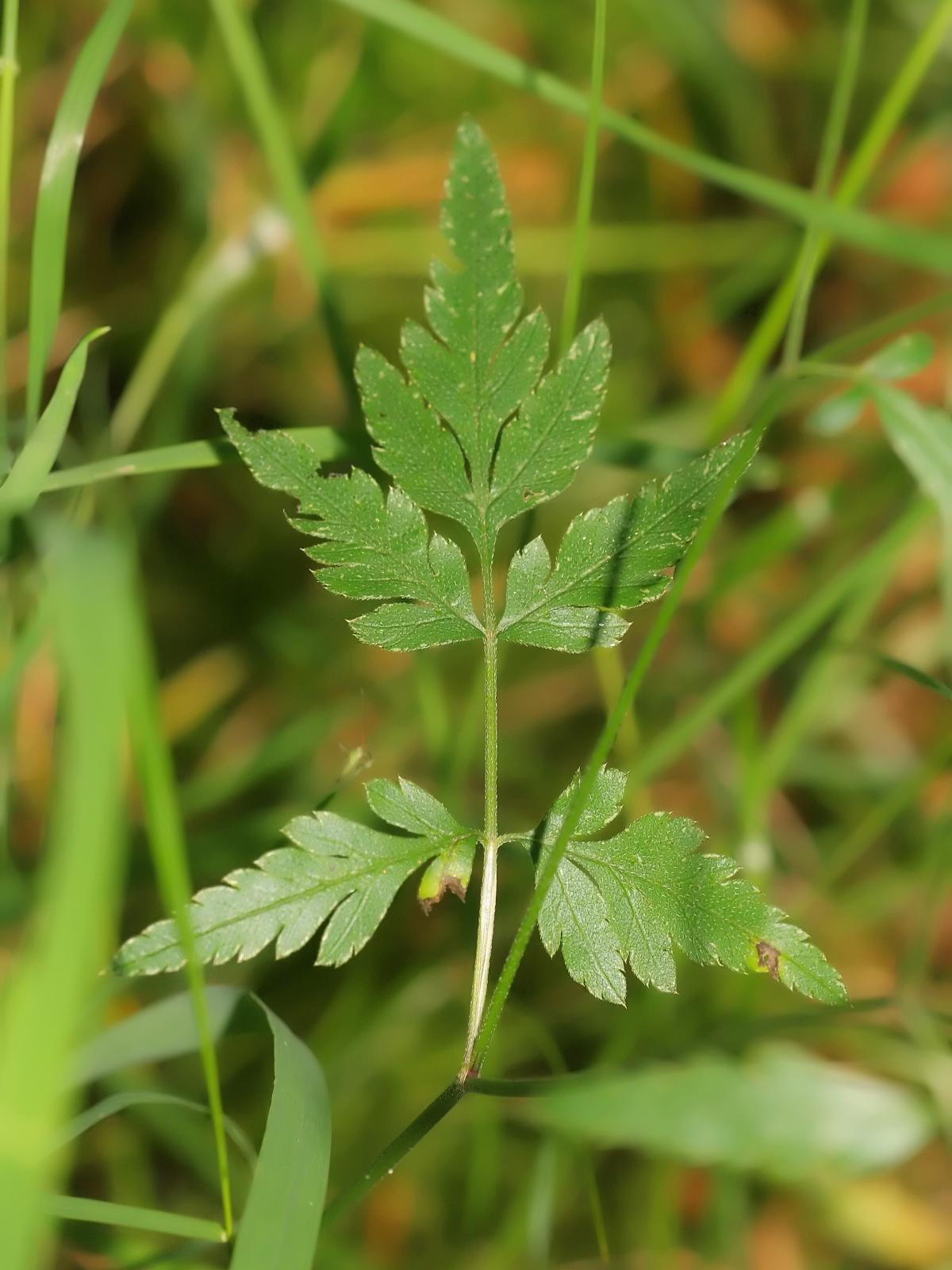
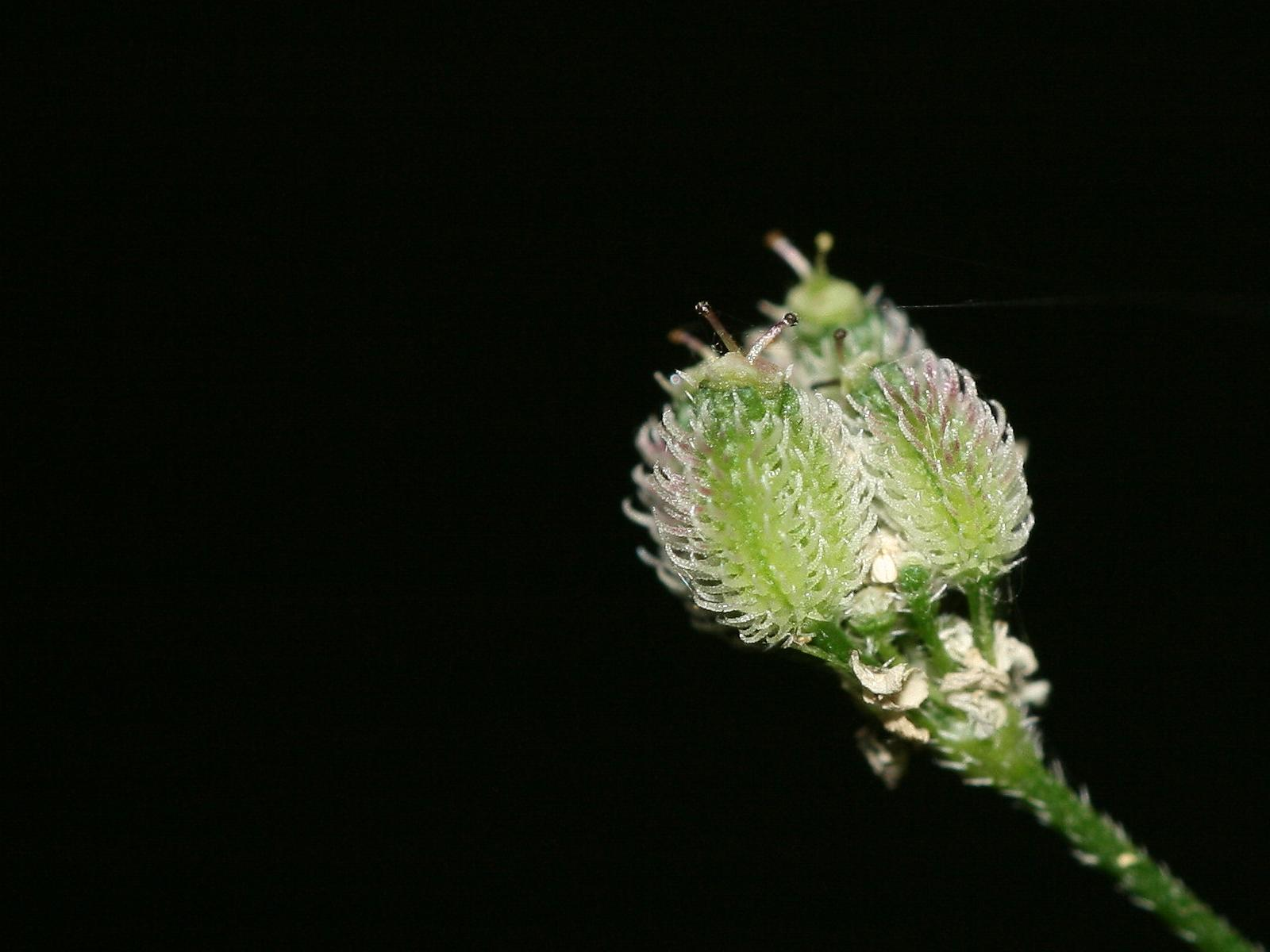
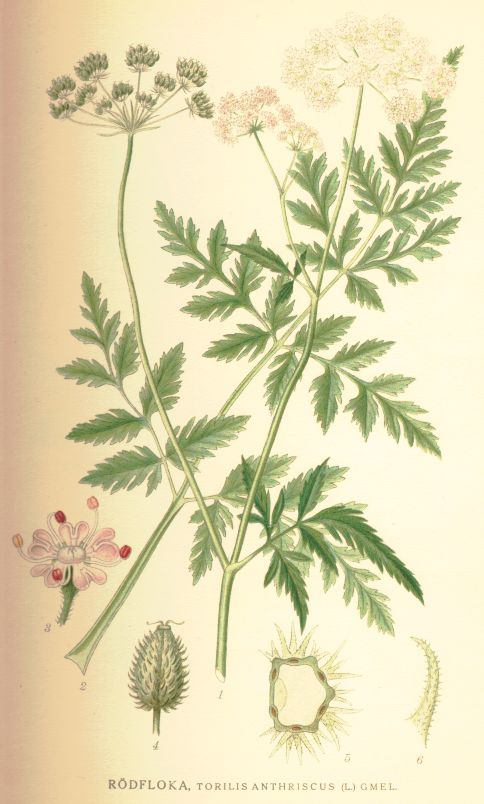